# Point May
Point May é uma pequena cidade localizada na província canadense de Terra Nova e Labrador. De acordo com o censo canadense de 2021, a cidade tinha uma população de 254 habitantes .